# Stutensee
Stutensee is een plaats in de Duitse deelstaat Baden-Württemberg, gelegen in het Landkreis Karlsruhe. De stad telt 24.897 inwoners.

## Geografie
Stutensee heeft een oppervlakte van 45,67 km² en ligt in het zuidwesten van Duitsland.

## Delen van Stutensee
- Blankenloch, met Büchig
- Friedrichstal
- Spöck
- Staffort

## Afbeeldingen

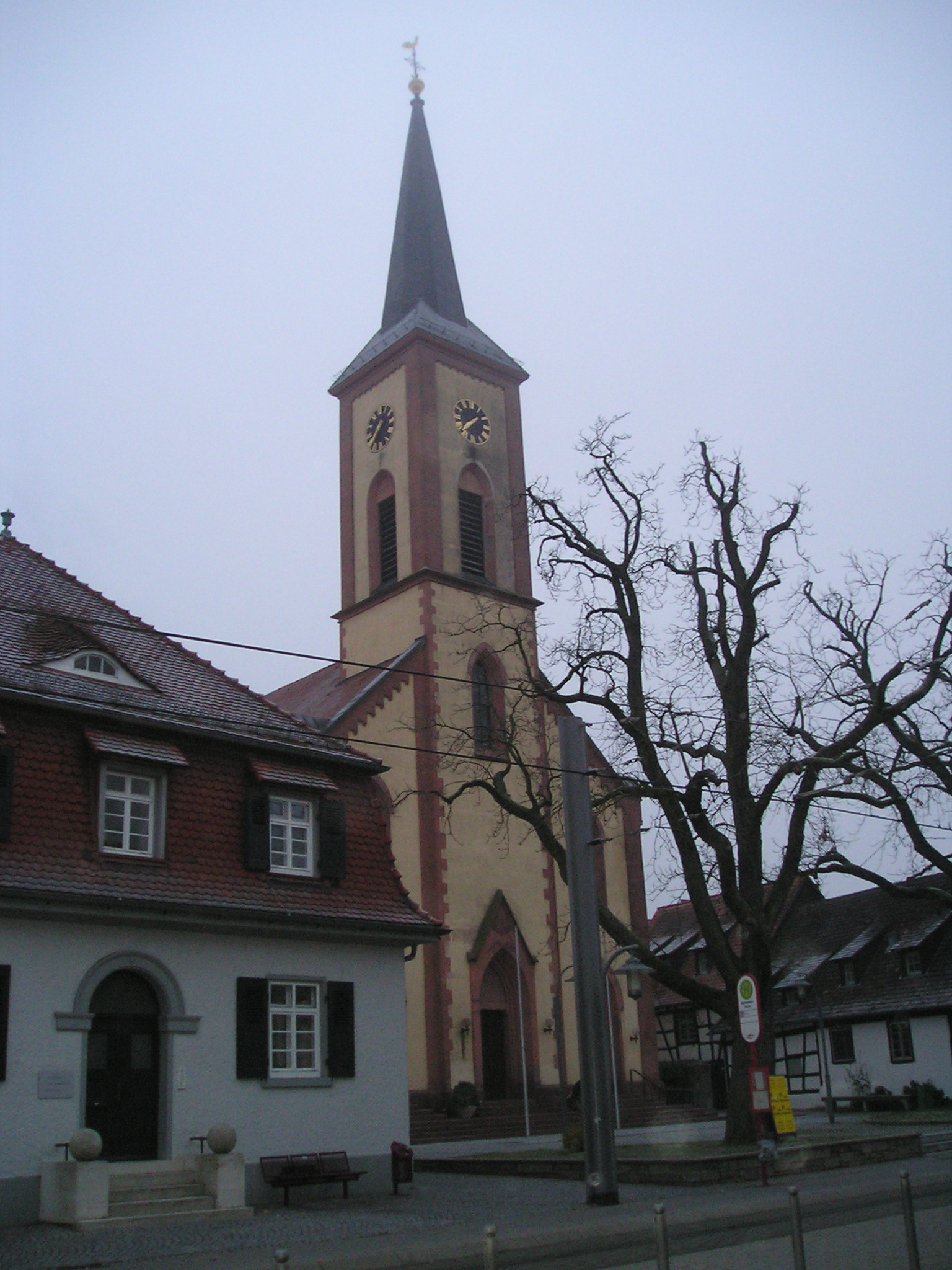
Evangelische kerk in Stutensee-Blankenloch
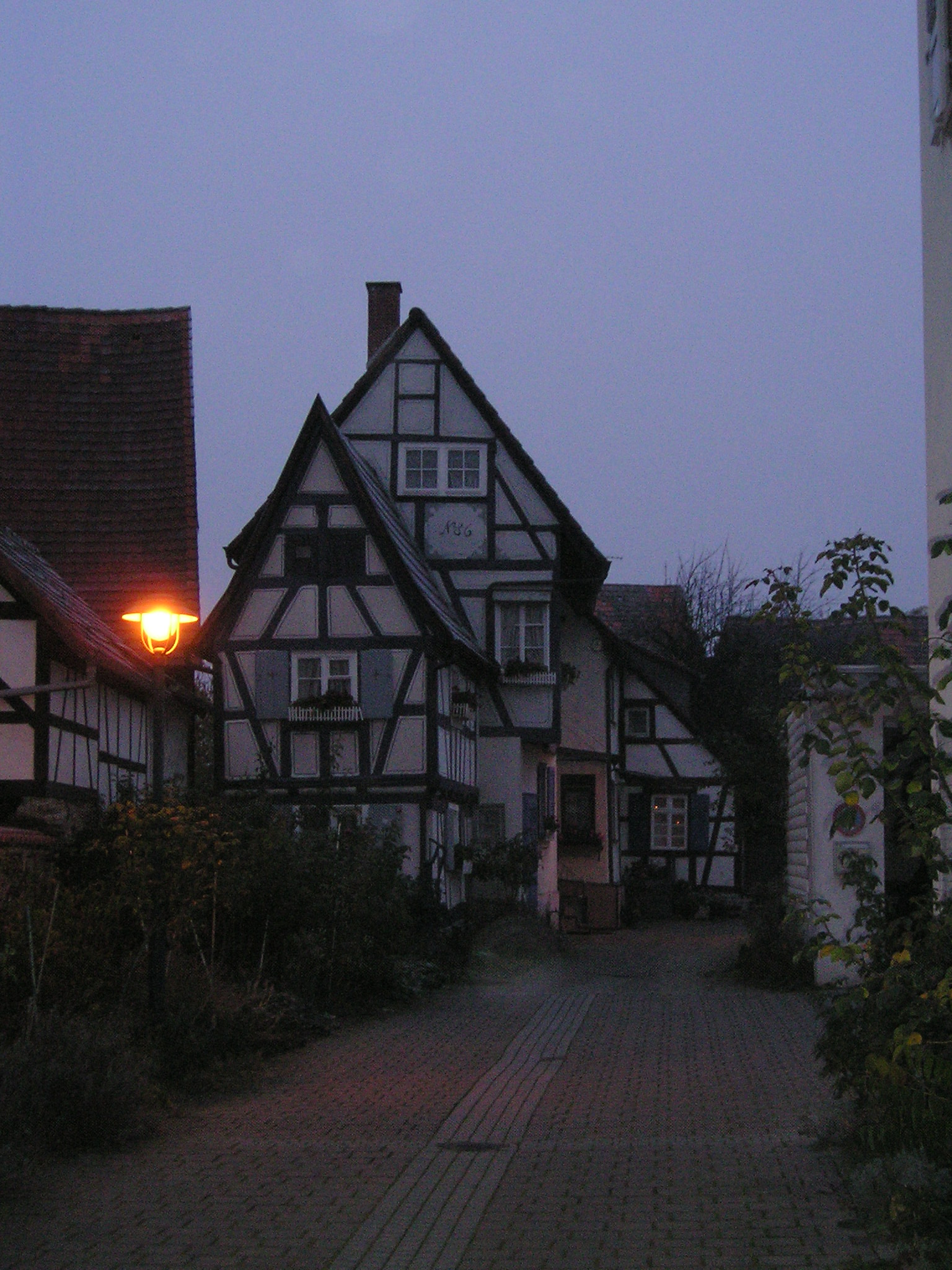
Rathausgässle in Stutensee-Blankenloch
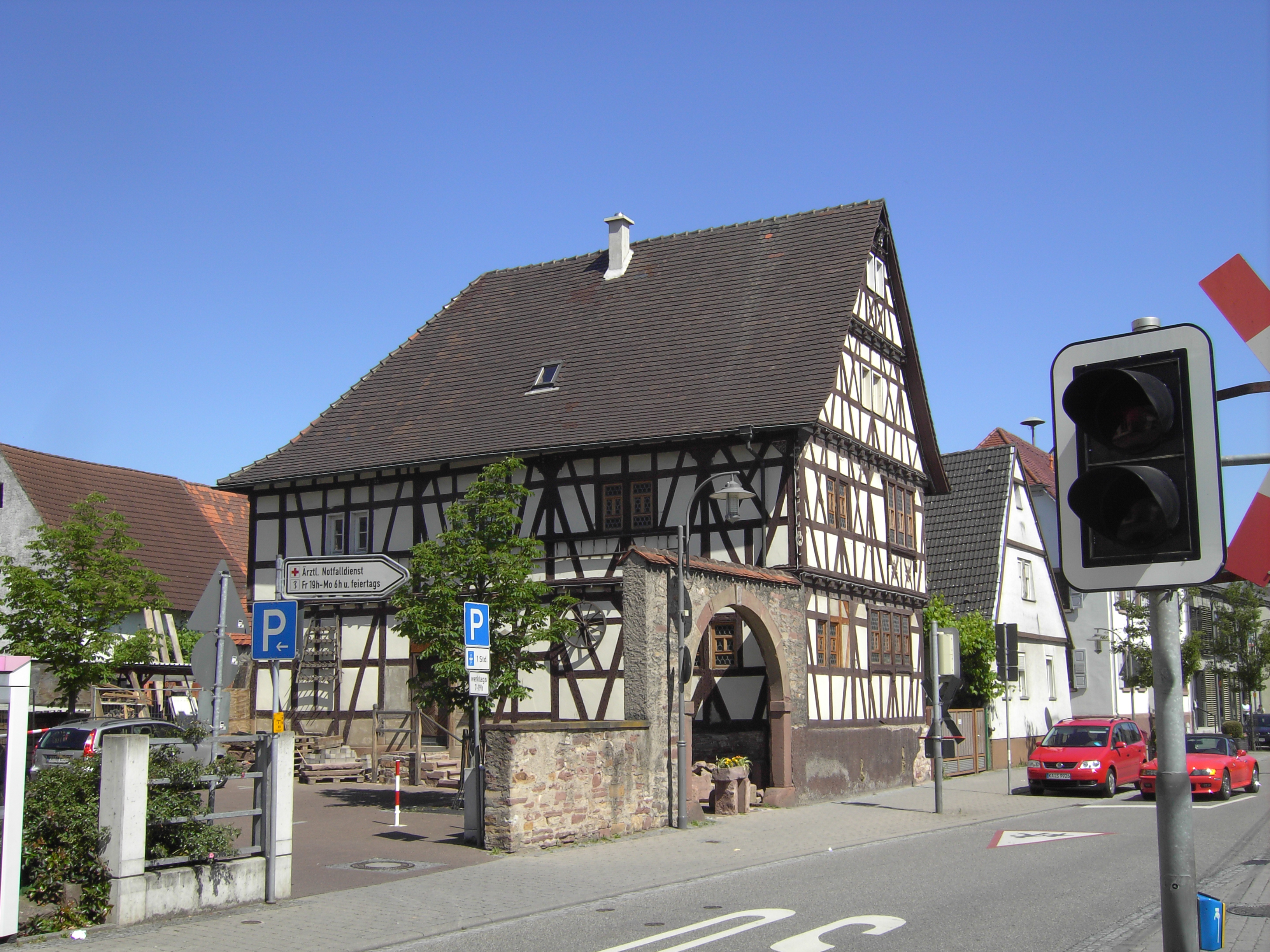
Kerns-Max-Huis in Blankenloch
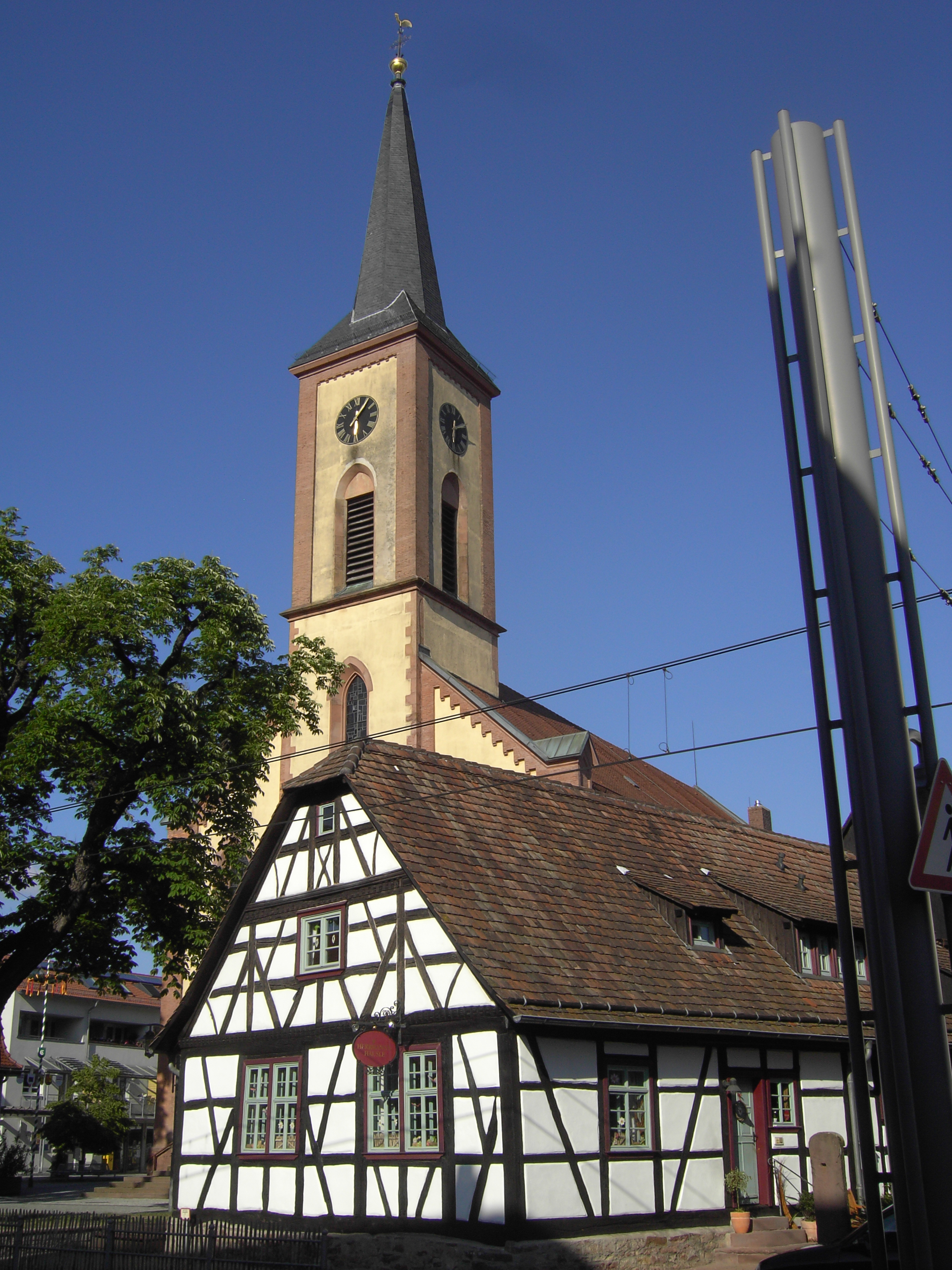
"Hermannshäusle" en de Evangelische (Michaeliskirche) in Blankenloch
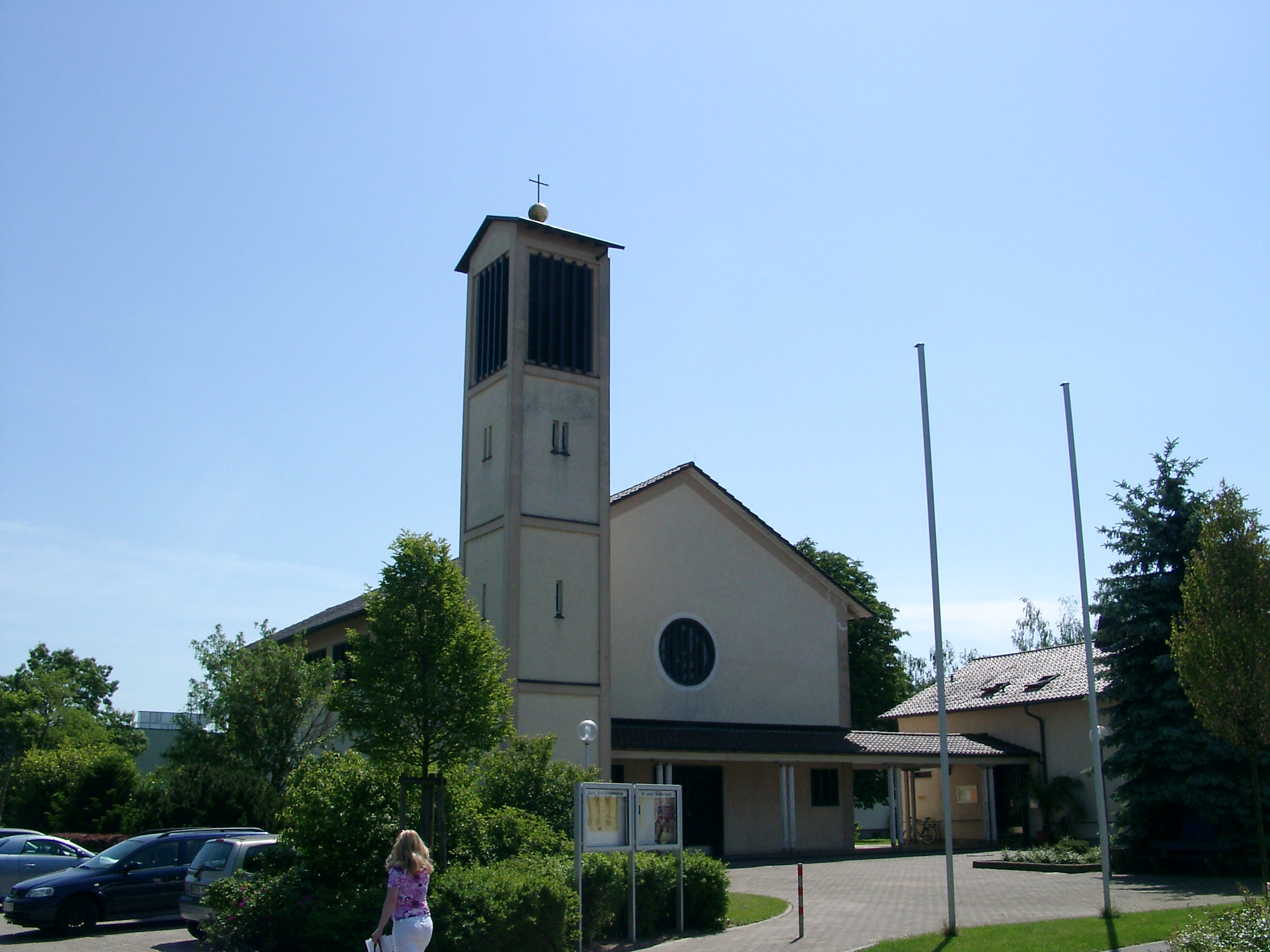
Katholieke kerk in Blankenloch
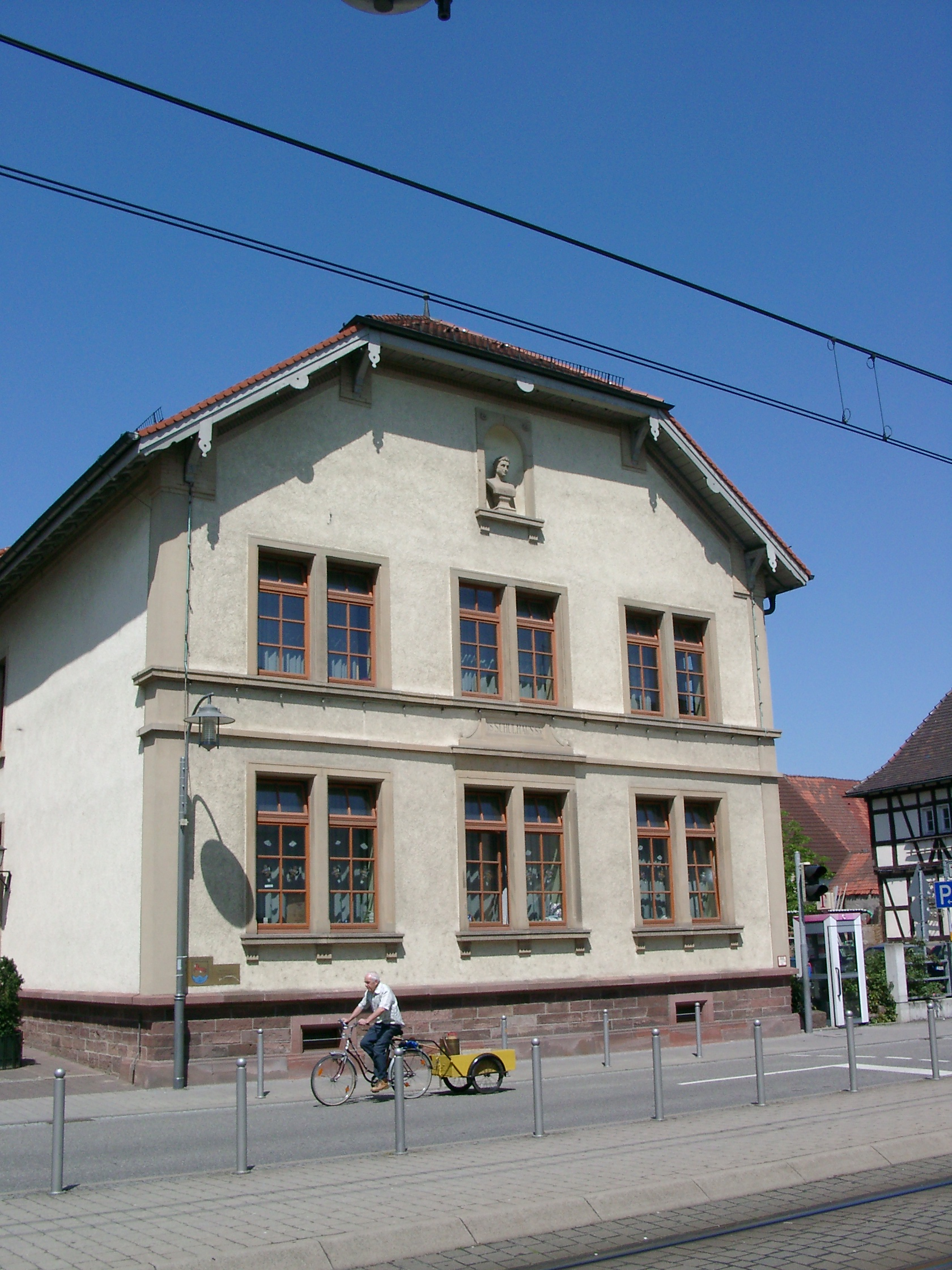
Oud schoolgebouw in Blankenloch
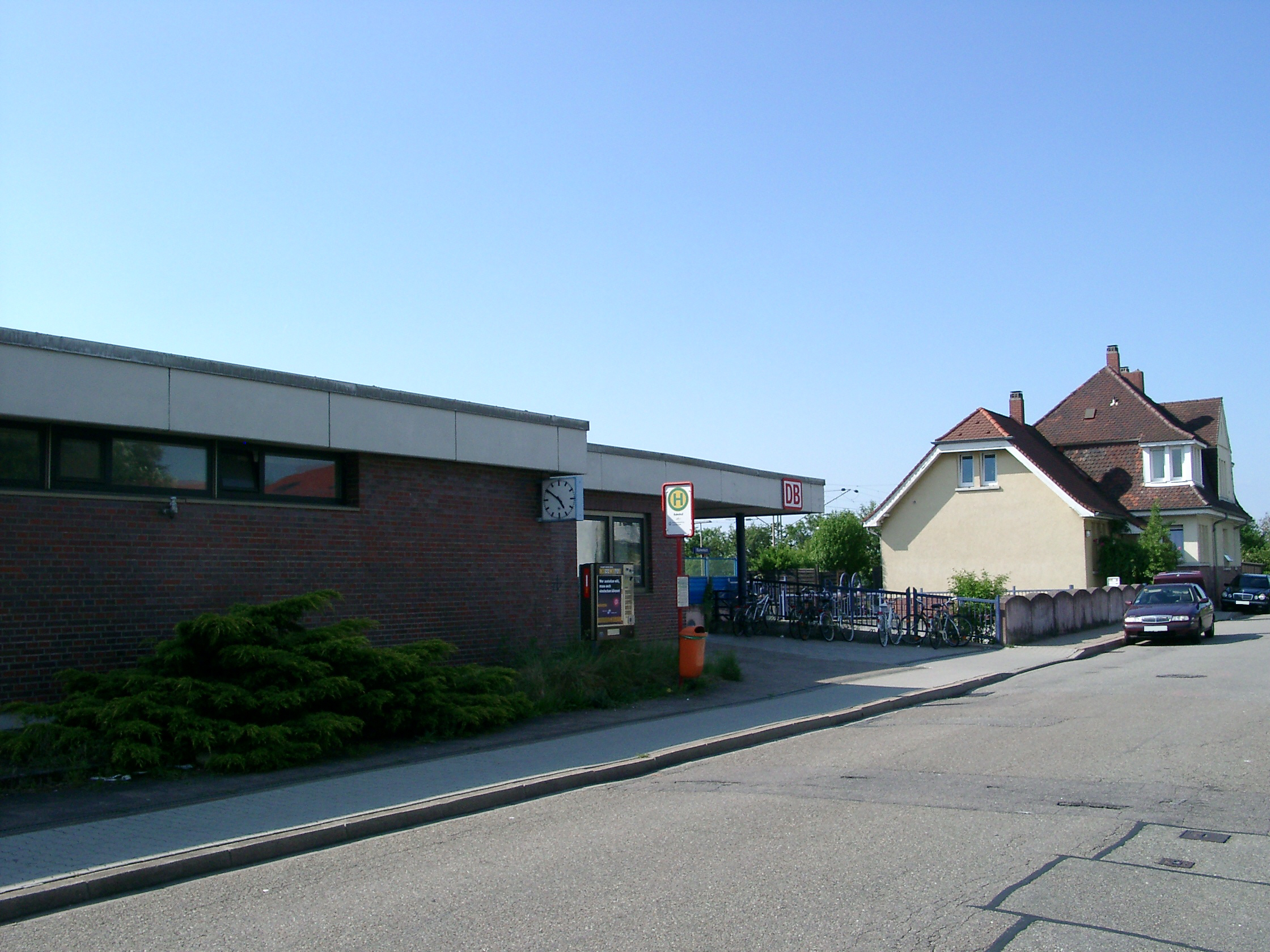
Station Blankenloch
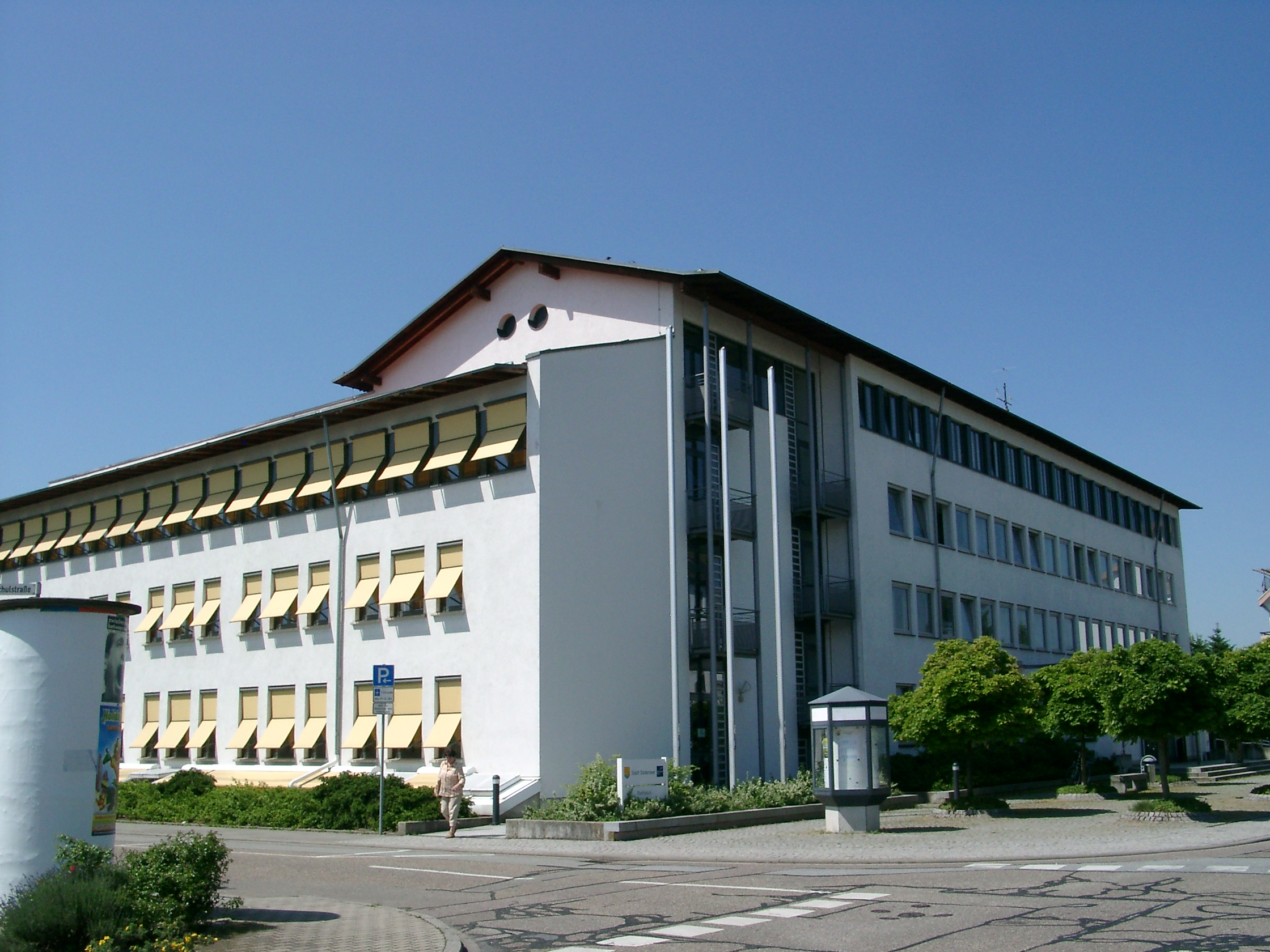
Raadhuis
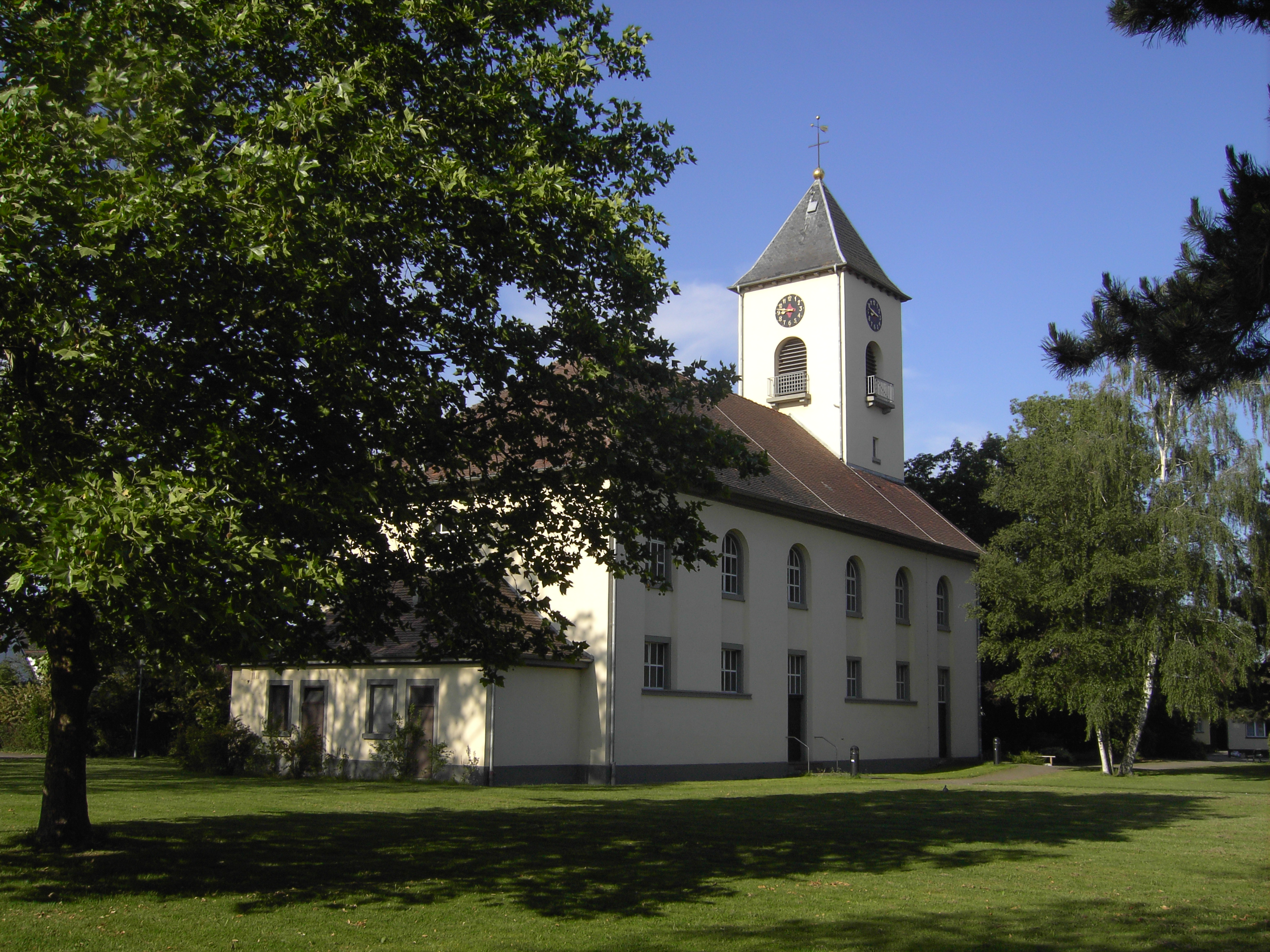
Evangelische kerk in Friedrichstal
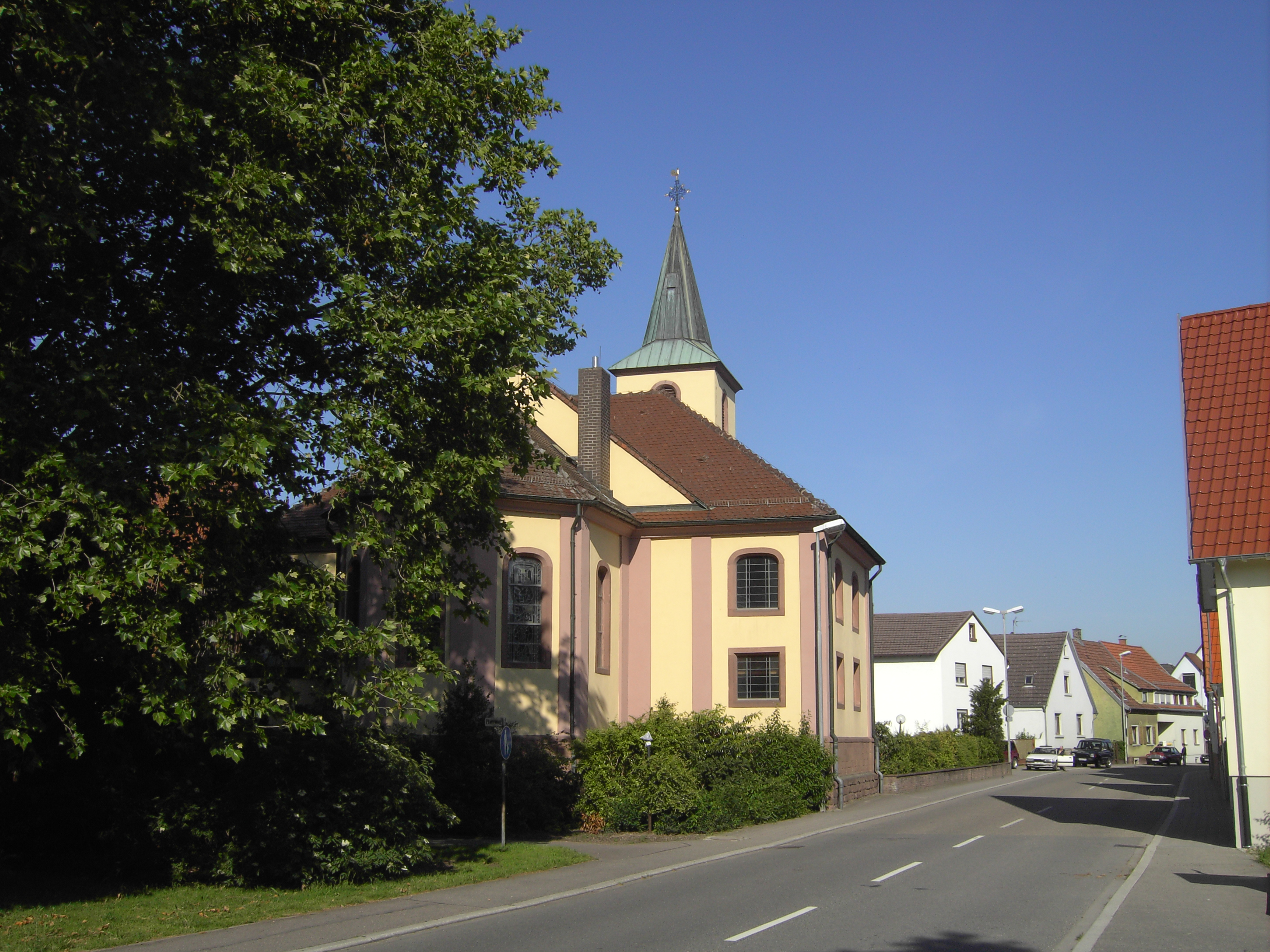
Evangelische kerk in Spöck
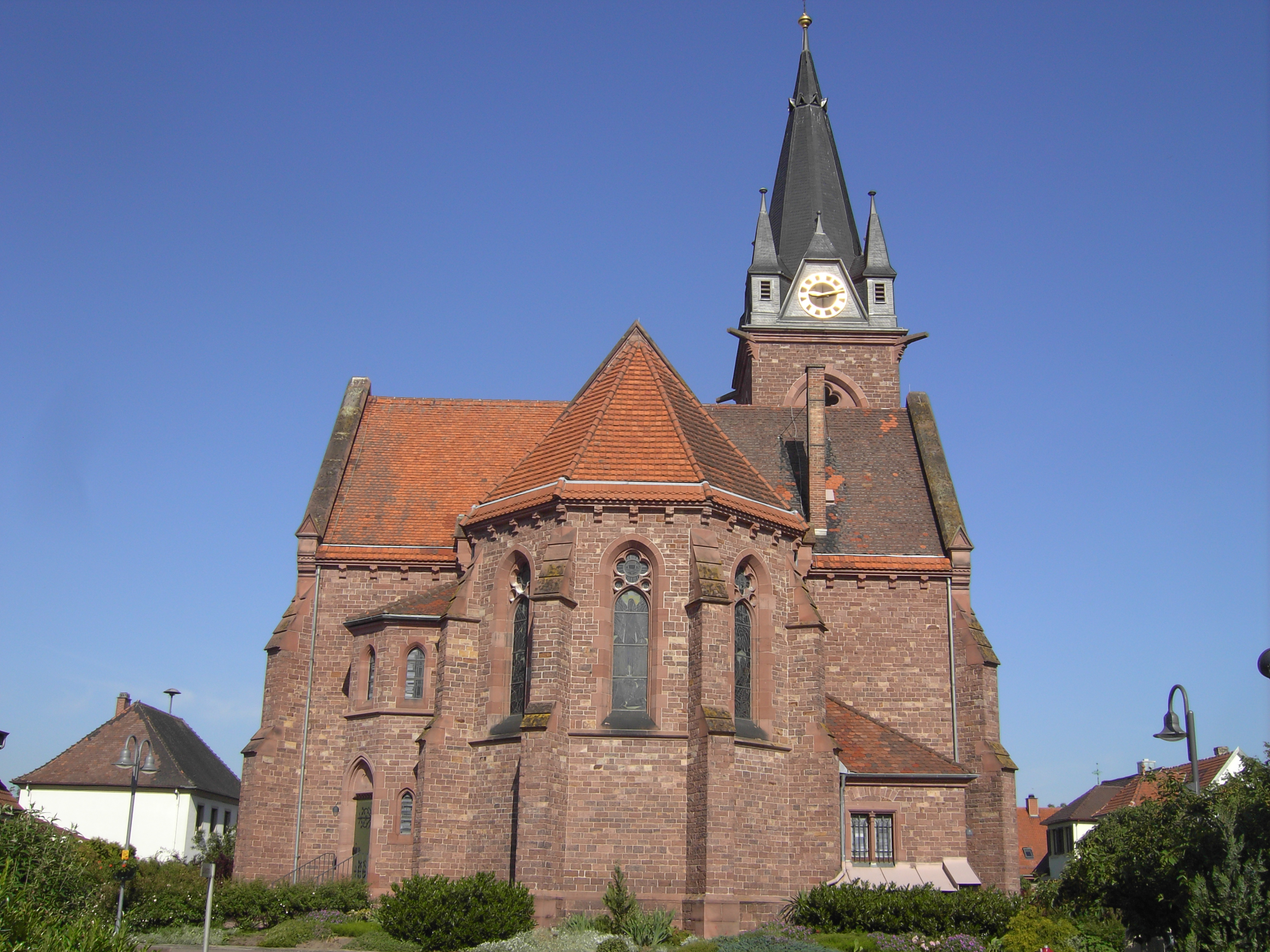
Evangelische kerk in Staffort
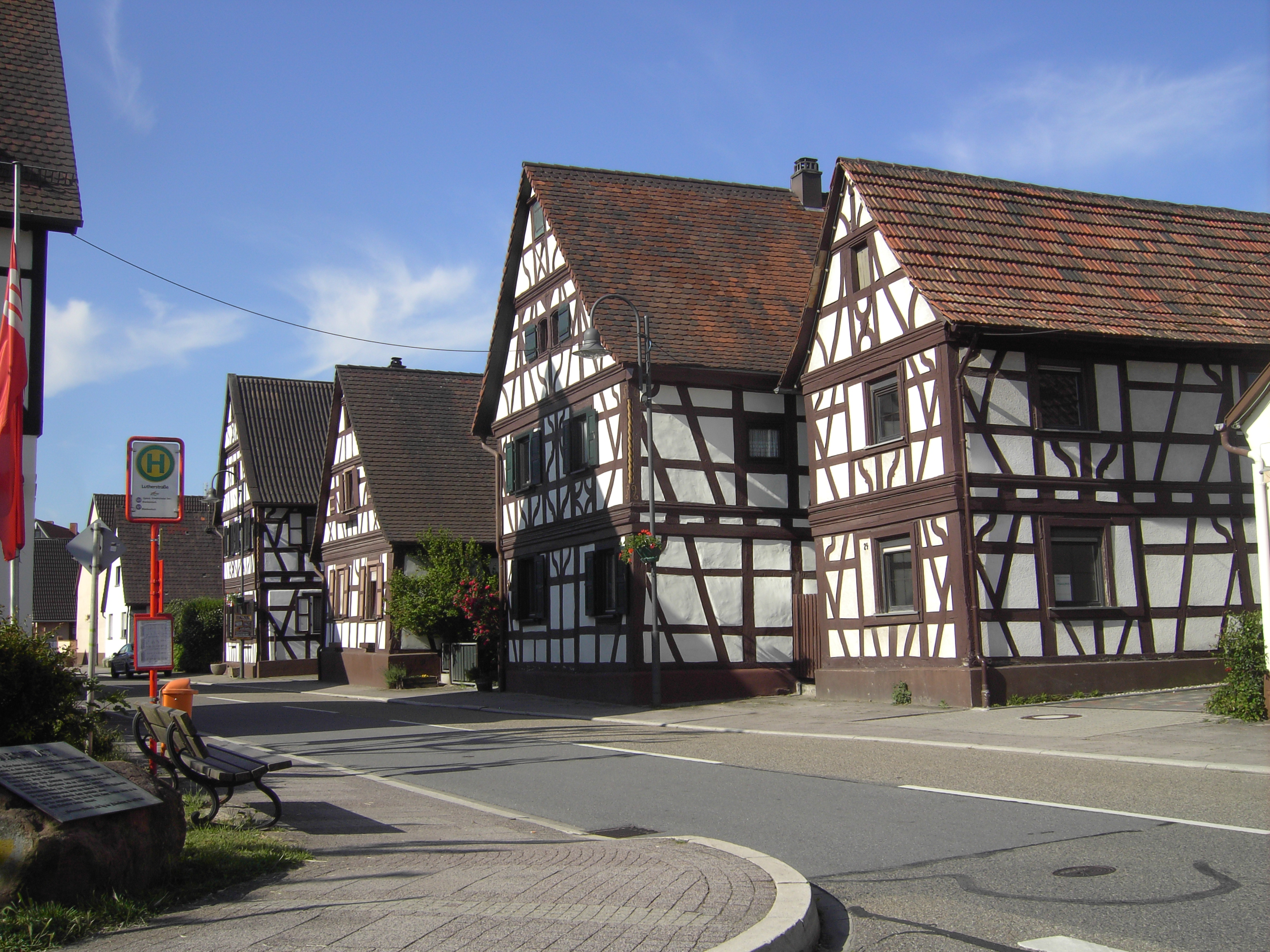
Vakwerkhuizen in Staffort

Bad Schönborn ·
Bretten ·
Bruchsal ·
Dettenheim ·
Eggenstein-Leopoldshafen ·
Ettlingen ·
Forst ·
Gondelsheim ·
Graben-Neudorf ·
Hambrücken ·
Karlsbad ·
Karlsdorf-Neuthard ·
Kraichtal ·
Kronau ·
Kürnbach ·
Linkenheim-Hochstetten ·
Malsch ·
Marxzell ·
Oberderdingen ·
Oberhausen-Rheinhausen ·
Östringen ·
Pfinztal ·
Philippsburg ·
Rheinstetten ·
Stutensee ·
Sulzfeld ·
Ubstadt-Weiher ·
Waghäusel ·
Waldbronn ·
Walzbachtal ·
Weingarten (Baden) ·
Zaisenhausen